# Чжан Сяоянь
Чжан Сяоянь (кит. трад. 張小燕, упр. 张小燕, пиньинь Zhāng Xiǎoyàn, англ. Chang Hsiao-yen; род. 11 августа 1948 года в Шанхае) — тайваньская актриса и телеведущая, лауреат ряда кинематографических и телевизионных премий.

## Биография и карьера
Чжан Сяоянь родилась в 1948 году в Шанхае в семье государственного служащего; является племянницей писательницы Чжан Айлин.
Вскоре после рождения вместе с семьёй (на фоне гражданской войны в Китае) переехала на Тайвань.
Начала участвовать в киносъёмках с пятилетнего возраста. В 1958—1960 годах, три года подряд, игра юной актрисы удостаивается премий 5-го, 6-го и 7-го Азиатских кинофестивалей (ныне Азиатско-тихоокеанский кинофестиваль), став одной из известнейших детей-актрис региона, наряду с Джосефин Сяо, Конни Чан, Лидией Шум и Фун Поупоу.
Со взрослением спрос на Чжан Сяоянь как ребёнка-актрису падает, однако девушка старается не бросать эту сферу работы. В период до и сразу после окончания школы она работает ведущей детского шоу, а также актрисой комедийных счетчей, стараясь, однако не замкнуться в комедийном жанре. В 1981 она исполняет главную роль в теледраме CTS «Let’s Catch the Stars Tonight», показав, что комедийные актёры могут воплощать серьёзные образы и получив за неё премию «Золотой колокол» за лучшую женскую роль. С 1980-х годов она вела одно из наиболее успешных телешоу Тайваня Variety 100 (綜藝100). Помимо этого, она приобретает значительную популярность в качестве ведущей высокорейтинговых варьете-шоу Weekend Pie (週末派), Super Sunday (超級星期天), Million-Dollar Class (百萬小學堂) и «её личного» SS Hsiao-yen Night (SS小燕之夜). В 2015 году Чжан, получив 45 % голосов при соответствующем опросе телезрителей, была удостоена премии Trusted Brand международного издания «Reader's Digest», как наиболее вызывающая телеведущая Тайваня.
Помимо актёрской и телевизионной работы, Чжан Сяоянь участвовала в развитии музыкальной индустрии Тайваня, в частности, была сооснователем лейбла Forward Music, сыгравшего роль в карьере певиц A-mei и Тао Цзинъин. Была наставницей ряда телеведущих молодого поколения, в частности, Микки Хуана, Пу Сюэлян и Цзэн Баои.
В последние годы, помимо работы актрисы и телеведущего, исполняет менеджерские функции, в частности, была исполнительным директором телеканалов TVBS Entertainment и Azio TV, а в настоящее время является президентом Forward Music, актёрского агентства Grand Pan Communication и радиовещательной компании UFO Network Broadcasting.

## Номинации и награды
(частично)
Азиатско-тихоокеанский кинофестиваль
- 1958 — премия в категории «лучшая детская роль» (《歸來》)
- 1959 — премия в категории «лучшая детская роль» (《苦女尋親記》)
- 1960 — премия в категории «лучшая детская роль» (《天倫淚》)

Премия «Золотой колокол»
- 1980 — премия в категории «лучший ведущий variety show» (《綜藝100》)
- 1982 — премия в категории «лучший ведущий variety show» (《綜藝100》)

премия в категории «лучшая женская роль» (《今夜摘星去》)
- 1983 — премия в категории «лучший ведущий variety show» (《綜藝100》)
- 1995 — премия в категории «лучший ведущий variety show» (《超級星期天》)
- 1997 — премия в категории «лучший ведущий variety show» (《超級星期天》)
- 2000 — премия в категории «лучший ведущий variety show» (《超級星期天》)
- 2001 — премия в категории «лучший ведущий variety show» (《超級星期天》)
- 2004 — номинация в категории «лучший ведущий variety show» (《快乐星期天》)
- 2011 — номинация в категории «лучший ведущий variety show» (《百万小学堂》)
- 2013 — премия в категории «лучший ведущий variety show» (《紅白紅白我勝利》)

Reader's Digest
- 2015 — премия Trusted Brand[4]